# Chaetosalpinx

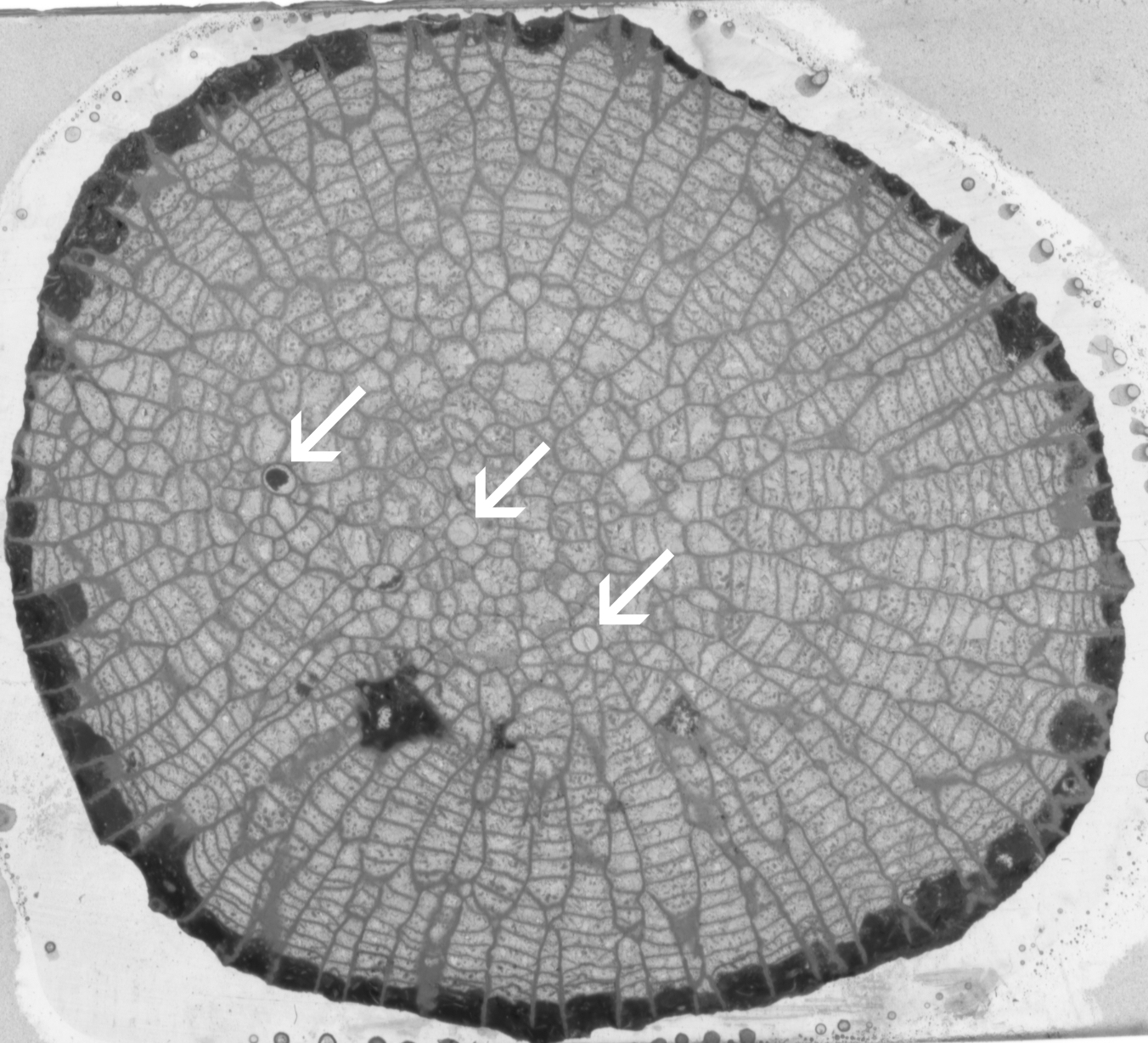
Um exemplo de Chaetosalpinx Sokolov, 1948, Chaetosalpinx sibiriensis em Paleofavosites cf. collatatus, Bagovitsa A, Ucrânia, subformação Muksha, Ludlow, secção transversal; a seta aponta para C. sibiriensis.

Chaetosalpinx é um icnogénero fóssil de bioclaustrações, que é considerado um tipo de vestígio fóssil marinho paleozoico. Viviam dentro do esqueleto em crescimento dum organismo hospedeiro vivo, produzindo uma cavidade chamada bioclaustração. O Chaetosalpinx possui cavidades rectas ou sinuosas paralelas ao eixo de crescimento do hospedeiro com o qual vive. A cavidade pode ser circular ou oval na secção transversal e não possui tábulas que formem um piso ou revestimento da parede. São comuns no meio de fósseis de corpos tabulados e rugosos desde o Ordovícico tardio ao Devónico da Europa e da América do Norte.

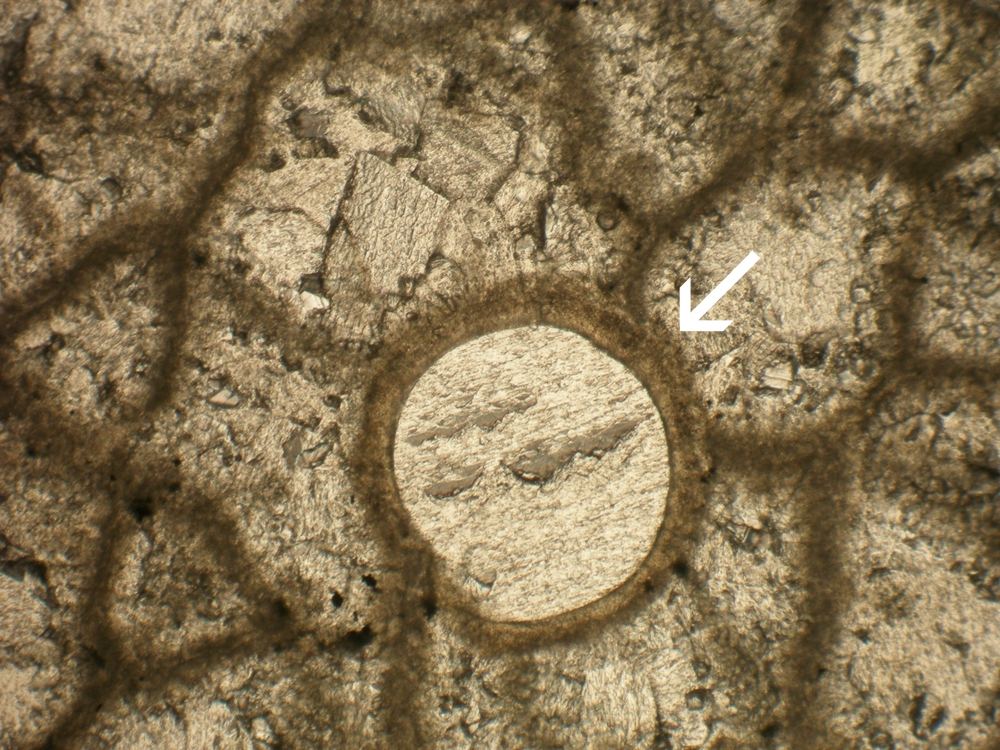
Chaetosalpinx sibiriensis em Paleofavosites cf. collatatus, Bagovitsa A, Ucraína, subformação Muksha, Ludlow, secção transversal; a seta aponta para C. sibiriensis

Eram seguramente parasitas.